# Nam Đồng Thư xã
Nam Đồng Thư xã (chữ Hán: 南同書社) là một tiệm sách và cơ sở ấn loát thành lập năm 1925 với chủ trương chống lại chế độ bảo hộ của người Pháp tại Đông Dương. Địa điểm của tiệm sách này là ở gần bờ hồ Trúc Bạch mang số 6, đường 96 đối diện chùa Châu Long Hà Nội.

## Lịch sử
Bốn người đóng góp nòng cốt của Nam Đồng Thư xã là Phạm Tuấn Lâm (anh ruột Phạm Tuấn Tài), Phạm Tuấn Tài, Hoàng Phạm Trân (Nhượng Tống) và Phó Đức Chính, sau thêm Hồ Văn Mịch. Hiệu sách này đã cho xuất bản những cuốn như Gương thiếu niên và Trưng nữ Vương diễn nghĩa để kích động lòng yêu nước của dân Việt. Ngoài ra hiệu Nam Đồng cũng muốn phổ biến những sách mang nội dung chính trị, nhất là tư tưởng quốc gia và thuyết "Tam Dân" của Tôn Dật Tiên với đại chúng Việt Nam nhưng các ấn phẩm này thường bị nhà chức trách tịch thu.
Ngoài việc in và phổ biến sách có nội dung cổ vũ tinh thần yêu nước, Thư xã còn mở lớp dạy chữ Quốc ngữ miễn phí. Hội cũng kêu gọi dân chúng tham dự cuộc biểu tình đòi ân xá cho Phan Bội Châu và lễ truy điệu cho Phan Châu Trinh và Lương Văn Can.

## Chuyển hướng sang hoạt động chính trị
Những thành viên của Nam Đồng Thư xã vào tháng 10 năm 1927 chính thức lập ra một đảng bí mật với chủ trương lật đổ chính quyền thực dân Pháp ở Đông Dương và lập một chính thể cộng hòa. Lúc đầu hội lấy tên là "Chi bộ Nam Đồng Thư xã" với 12 hội viên, chia nhau đi vận động ở những tỉnh thành Bắc Kỳ và bắc Trung Kỳ. Đến ngày 25 Tháng Chạp năm 1927 Nam Đồng Thư xã mở một đại hội triệu tập các hội viên và Nguyễn Thái Học được bầu làm chủ tịch của tổ chức này mang tên Việt Nam Quốc dân Đảng. Thời điểm đó cũng là lúc Nam Đồng Thư xã chấm dứt hoạt động, nhường chỗ cho một tổ chức quy mô hơn với mục tiêu chính trị rõ ràng.